# Ballangen
|  | For fjorden, se Ballangen (fjord) |
68°20′31″N 16°49′39″Ø / 68.34194°N 16.82750°Ø
Ballangen (samisk: Bálak) er en tidligere kommune i landskapet Ofoten i Nordland fylke i Norge. I  forbindelse med Kommunereformen i Norge 1. januar 2020 blev den lagt sammen med Narvik kommune. Den grænser i øst til  Narvik, i syd til   Tysfjord, i sydøst til  Sverige og over Ofotfjorden i nord til  Tjeldsund og Evenes. 
Navnet Ballangen er todelt, Bal og angen. Bal var navnet på en ond foged, Bal, fra 1600-tallet og angen betyder fjorden. Med andre ord betyder navnet Ballangen Bals fjord.
Ballangen er bjergværkskommunen i Ofoten. I området omkring Ballangen findes de første forsøg på grubedrift i Nord-Norge, helt tilbage til 1600-tallet. Siden den gang har der været flere forsøg på grubedrift med varierende succes. Ballangen er også den største landbrugskommune i Ofoten.

## Geografi
- Børsvatnet naturreservat ligger i Ballangen.
- Hjertvatnet
- Søre Bukkevatnet

## Kendte personer fra Ballangen
- Anni-Frid Lyngstad (1945-),sangerinde i ABBA er født i Ballangen.